# Drăgănești de Vede
Drăgănești de Vede è un comune della Romania di 2 209 abitanti, ubicato nel distretto di Teleorman, nella regione storica della Muntenia. 
Il comune è formato dall'unione di 3 villaggi: Drăgănești de Vede, Măgura cu Liliac, Văcărești.